# Pinocchio (datorspel)
Disney's Pinocchio är ett plattforms-, pussel- och äventyrsspel från Virgin Interactive. Det släpptes 1996 för Game Boy, Super NES, och Sega Mega Drive och bygger på Walt Disneys animerade film Pinocchio, ursprungligen släppt 1940.

### Fotnoter
1. ↑  Niclas de Faire (14 juni 2010). ”Pinocchio”. Niclas de Faire. Arkiverad från originalet den 22 juli 2018. https://web.archive.org/web/20180722184804/http://www.kraid.se/2010/06/aeneas-recenserar-pinocchio/. Läst 22 juli 2018.